# Zhou Xiuhua
Zhou Xiuhua (chinesisch 周秀华 Zhōu Xiùhuá; * 8. Dezember 1966) ist eine ehemalige chinesische Ruderin.

## Biografie
Zhou Xiuhua gewann bei den Asienspielen 1986 in Seoul Gold mit dem chinesischen Vierer mit Steuerfrau. Bei den Olympischen Sommerspielen 1988, die ebenfalls in Seoul stattfanden, gehörte sie zur chinesischen Crew, die in der Regatta mit dem Achter die Bronzemedaille errang. Im chinesischen Achter ruderten außerdem Han Yaqin, Zhang Yali, He Yanwen, Han Yaqin, Zhou Shouying, Yang Xiao, Hu Yadong und Li Ronghua. Ein Jahr später gewann sie mit dem chinesischen Achter bei den Weltmeisterschaften in Bled eine weitere Bronzemedaille.